# Etheostoma zonistium
Etheostoma zonistium és una espècie de peix de la família dels pèrcids i de l'ordre dels perciformes que es troba a Nord-amèrica. Els mascles poden assolir els 7,1 cm de longitud total.